# Transvisie
Transvisie is een Nederlandse non-profitorganisatie die zich inzet voor de belangen van transgender en non-binaire mensen. De stichting streeft naar een inclusievere samenleving waarin mensen de vrijheid krijgen om hun genderidentiteit te ontdekken en te uiten, naar voldoende toegang tot transgenderzorg, en naar zelfbeschikking als basis voor de besluitvorming binnen iemands transgenderzorgtraject. De stichting wordt gerund door circa 125 vrijwilligers en omvat 11 contactgroepen. Transvisie is een ANBI.

## Geschiedenis
Transvisie komt voort uit de werkgroep Transseksualiteit en Genderdysforie, die in 1984 werd opgericht als onderdeel van de Landelijke Vereniging Humanitas. De huidige naam werd in 2008 aangenomen. Sinds 2011 ondersteunt Humanitas Transvisie niet meer op financieel vlak. Uit dezelfde werkgroep is ook de GGZ-organisatie Transvisie Zorg ontstaan die zich in 2011 losmaakte van de belangenorganisatie en zich meer richt op de medische en psychische zorg aan transgender personen. Samen met andere organisaties voor en door transgender en non-binaire mensen en zorginstellingen werkte Transvisie mee aan het opstellen van zorgstandaarden waaraan goede transgenderzorg moet voldoen.
Politica Lisa van Ginneken was vier en een half jaar lang voorzitter van de organisatie.

## Activiteiten
Transvisie organiseert bijeenkomsten waar transgender en non-binaire mensen en hun naasten met elkaar in contact kunnen komen. In totaal bestaan er 11 verschillende groepen, toegespitst op verschillende doelgroepen.
Transvisie doet ook aan voorlichting via hun website, hun Facebookpagina, gedrukte boeken en brochures en door middel van gastsprekers.
Ten slotte doet Transvisie aan collectieve belangenbehartiging voor transgender en non-binaire patiënten, door in gesprek te gaan met genderteams en andere behandelaars, zorgverzekeraars, de overheid, toezichthouders en zusterorganisaties, zowel op regionaal als op landelijk niveau. Transvisie vroeg samen met Transgender Netwerk Nederland en COC Nederland aandacht voor de wachtlijsten bij genderbevestigende zorg en mensen van wie het lopende zorgtraject werd afgebroken bij een failliet verklaarde kliniek in Schoonhoven. Minister van Volksgezondheid Edith Schippers besloot in 2017 om het budget voor de genderzorg te verhogen na een alarmerende brief van Transvisie.
Transvisie onderzocht het effect van de lange wachtlijsten op het welzijn van transgender personen, en concludeerde dat er veel depressies voorkwamen, soms met zelfmoord als gevolg, en dat van de transgender mannen zo'n 7% en van de transgender vrouwen zo'n 25% zelfmedicatie toepaste met hormonen.